# Predsednik Irske
Predsednik Irske (irsko Uachtarán na hÉireann) je vodja države Republike Irske in vrhovni poveljnik irskih obrambnih sil.
Predsedniški mandat traja sedem let in je lahko izvoljen za največ dvakrat. Predsednika neposredno izvolijo ljudje, ni pa volitev, če je imenovan le en kandidat, kar se je do danes zgodilo že šestkrat. Predsedniški položaj je večinoma slovesna funkcija, vendar predsednik res izvaja nekatera omejena pooblastila z absolutno presojo. Predsednik deluje kot predstavnik irske države in varuh ustave. Uradna rezidenca je Áras an Uachtaráin v Phoenix Parku v Dublinu. Urad je bil ustanovljen z irsko ustavo leta 1937, prvi predsednik je funkcijo prevzel leta 1938, mednarodni status vodje države pa je pridobil leta 1949, po uveljavitvi zakona o Republiki Irski.
Trenutni predsednik je Michael D. Higgins, ki je bil prvič izvoljen 29. oktobra 2011. Njegova inavguracija je potekala 11. novembra 2011. 26. oktobra 2018 je bil izvoljen ponovno.

## Redne naloge in funkcije
Irska ustava predvideva parlamentarni sistem vladanja, po katerem je vloga šefa države večinoma slovesna. Predsednik je uradno eden od treh delov Oireachtasa (nacionalni parlament), ki ga sestavljata tudi Dáil Éireann (skupščina Irske ali spodnji dom) in Seanad Éireann (senat Irske ali zgornji dom).
Za razliko od večine parlamentarnih republik predsednik nima vodja izvršne oblasti. Namesto tega je izvršna oblast na Irskem izrecno dodeljena vladi (kabinetu). Ta je dolžna redno obveščati predsednika o notranji in zunanji politiki. Večina funkcij predsednika lahko opravlja le v skladu s strogimi navodili ustave ali zavezujočimi »nasveti« vlade. Predsednik ima določena osebna pooblastila, ki se lahko izvajajo po njegovi presoji.

### Posebne omejitve
- Predsednik ne sme zapustiti države brez soglasja vlade.[3]
- Vsak uradni nagovor ali "sporočilo narodu" ali kateri koli (ali obema) hiši Oireachtas mora predhodno odobriti vlada.[4]

## Uradno prebivališče, pozdrav, naziv
Uradna rezidenca predsednika je Áras a Uachtaráin, ki se nahaja v parku Phoenix v Dublinu. Zgradba z 92 sobami je bila nekoč rezidenca irskega lorda poročnika in rezidenca dveh od treh irskih generalnih guvernerjev: Tima Healyja in Jamesa McNeilla. Predsednika običajno imenujejo »predsednik« ali »Uachtarán«, ne pa »gospod/gospa predsednik« oz. podobne oblike. Običajno je uporabljen naziv Njegova ekscelenca/njena ekscelenca (irsko A Shoilse/A Soilse); včasih lahko ljudje predsednika ustno nagovorijo z besedno zvezo »Vaša ekscelenca« (irsko A Shoilse [ə ˈhəʎʃʲə]) ali preprosto »predsednik« (irsko A Uachtaráin). Predsedniški pozdrav je povzet iz državne himne »Amhrán na bhFiann«. Sestavljen je iz prvih štirih taktov, ki jim sledi zadnjih pet, brez besedila.

## Inavguracija
Slovesnost ob umestitvi predsednika se izvede naslednji dan po izteku mandata prejšnjega predsednika. V ustavi ni navedena nobena lokacija, so pa vse inavguracije potekale v dvorani Saint Patrick's v državnih apartmajih na gradu Dublin. Obred v živo prenaša nacionalna radiotelevizija RTÉ na svojih glavnih televizijskih in radijskih kanalih, običajno od približno 11. ure naprej. Da bi poudarili pomen dogodka, se ga udeležijo vse ključne osebe v izvršni (irska vlada), zakonodajni (Oireachtas) in sodni veji oblasti, pa tudi člani diplomatskega zbora in drugi povabljeni gostje.

### Kode oblačenja
Na prvi inavguraciji leta 1938 je novoizvoljeni predsednik Douglas Hyde nosil jutranjo obleko (»morning suit«) s črno svileno kapo. Jutranje obleke so bile še vedno običajna značilnost irskih predsedniških inavguracij do leta 1997, ko je Mary McAleese, katere mož ni maral nošenja formalnih oblek, odpravila njihovo uporabo za inavguracije (in za vse druge predsedniške slovesnosti). Od takrat so morali gostje nositi navadne poslovne obleke, sodnikom pa je bilo prepovedano nositi značilne lasulje in halje. Prav tako je bilo veleposlanikom odsvetovano, da bi nosili narodno nošo.

### Konec dneva
Izvoljene predsednike (razen če že opravljajo funkcijo predsednika, v tem primeru bodo že živeli v predsedniški rezidenci) običajno na inavguracijo pripeljejo iz njihovega zasebnega doma. Po slovesnosti se po ulicah Dublina odpeljejo do Áras a Uachtaráin, uradne predsedniške rezidence, kjer generalni sekretar sprejme predsednika.
Tisti večer irska vlada priredi sprejem v njihovo čast v državnih apartmajih (nekdanji kraljevi apartmaji) na gradu Dublin. Medtem ko je bil kodeks oblačenja prej frak z belo kravato, je zdaj bolj običajen smoking z metuljčkom (»black tie«).

## Seznam predsednikov
Naloge predsednika je predsedniška komisija opravljala od uveljavitve ustave 29. decembra 1937 do izvolitve Douglasa Hydeja leta 1938 ter med izpraznjenimi položaji v letih 1974, 1976 in 1997.
| #  | Portret            | Ime                                   | Mandat            | Mandat             | Stranka                | Volitve |
| -- | ------------------ | ------------------------------------- | ----------------- | ------------------ | ---------------------- | ------- |
| 1. |                    | Douglas Hyde (1860–1949)              | 25. junij 1938    | 24. junij 1945     | Fianna Fáil            | 1938    |
| 1. | Fine Gael          | Douglas Hyde (1860–1949)              | 25. junij 1938    | 24. junij 1945     |                        | 1938    |
| 2. |                    | Seán T. O'Kelly (1882–1966)           | 25. junij 1945    | 24. junij 1959     | Fianna Fáil            | 1945    |
| 2. | samostojen         | Seán T. O'Kelly (1882–1966)           | 25. junij 1945    | 24. junij 1959     | 1952                   |         |
| 3. |                    | Éamon de Valera (1882–1975)           | 25. junij 1959    | 24. junij 1973     | Fianna Fáil            | 1959    |
| 3. | Fianna Fáil        | Éamon de Valera (1882–1975)           | 25. junij 1959    | 24. junij 1973     | 1966                   |         |
| 4. |                    | Erskine Hamilton Childers (1905–1974) | 25. junij 1973    | 17. november 1974  | Fianna Fáil            | 1973    |
| 5. |                    | Cearbhall Ó Dálaigh (1911–1978)       | 19. december 1974 | 22. oktober 1976   | Vsestranska nominacija | 1974    |
| 6. |                    | Patrick Hillery (1923–2008)           | 3. december 1976  | 2. december 1990   | Fianna Fáil            | 1976    |
| 6. | Fianna Fáil        | Patrick Hillery (1923–2008)           | 3. december 1976  | 2. december 1990   | 1983                   |         |
| 7. |                    | Mary Robinson (1944)                  | 3. december 1990  | 12. september 1997 | Laburistična stranka   | 1990    |
| 7. | Delavska stranka   | Mary Robinson (1944)                  | 3. december 1990  | 12. september 1997 |                        | 1990    |
| 7. | neodvisen          | Mary Robinson (1944)                  | 3. december 1990  | 12. september 1997 |                        | 1990    |
| 8. |                    | Mary McAleese (1951)                  | 11. november 1997 | 10. november 2011  | Fianna Fáil            | 1997    |
| 8. | Napredni demokrati | Mary McAleese (1951)                  | 11. november 1997 | 10. november 2011  |                        | 1997    |
| 8. | Sama               | Mary McAleese (1951)                  | 11. november 1997 | 10. november 2011  | 2004                   |         |
| 9. |                    | Michael D. Higgins (1941)             | 11. november 2011 | danes              | Laburistična stranka   | 2011    |
| 9. | samostojen         | Michael D. Higgins (1941)             | 11. november 2011 | danes              | 2018                   |         |

Nekdanji predsedniki, ki so sposobni in pripravljeni, so člani državnega sveta.

### Statistika
- Douglas Hyde je bil najstarejši predsednik, ki je nastopil funkcijo, star 78 let.
- Éamon de Valera je bil najstarejši predsednik, ki je končal mandat, star je bil 90 let.
- Mary McAleese je bila najmlajša predsednica, ki je funkcijo nastopila stara 46 let.
- Mary Robinson je bila najmlajša predsednica, ko je zapustila položaj, stara 53 let, in prva ženska, ki je opravljala funkcijo predsednika.
- Erskine Childers, ki je umrla na položaju, je imela najkrajši mandat, in sicer 511 dni.
- Cearbhall Ó Dálaigh, ki je odstopil, je služboval 674 dni.
- Štirje predsedniki so opravili dva mandata ali skupaj štirinajst let: Seán T. O'Kelly, Éamon de Valera, Patrick Hillery in Mary McAleese.